# Critérium des 4 ans
Critérium des 4 ans är ett årligt travlopp för 4-åriga franskfödda varmblod som körs på Vincennesbanan i Paris i Frankrike i maj. Det är den franska motsvarigheten till Svenskt Travderby. Det är ett Grupp 1-lopp, det vill säga ett lopp av högsta internationella klass. Loppet körs över distansen 2850 meter och förstapris är 135 000 euro.

## Vinnare
| År   | Häst               | Efter              | Kusk                     | Tränare               | Tvåa               | Trea               | Tid    |
| ---- | ------------------ | ------------------ | ------------------------ | --------------------- | ------------------ | ------------------ | ------ |
| 2024 | Keep Going         | Follow You         | Éric Raffin              | Mathieu Mottier       | Koctel du Dain     | Ksar               | 1.12,5 |
| 2023 | Josh Power         | Offshore Dream     | Sébastien Ernault        | Sébastien Ernault     | Just A Gigolo      | Just Love You      | 1.12,2 |
| 2022 | Italiano Vero      | Ready Cash         | David Thomain            | Philippe Allaire      | Inmarosa           | Izoard Védaquais   | 1.13,5 |
| 2021 | Hastronaute        | Booster Winner     | Matthieu Abrivard        | Yannick Henry         | Hanna des Molles   | Hohneck            | 1.11,7 |
| 2020 | Gunilla d'Atout    | Ready Cash         | Björn Goop               | Sébastien Guarato     | Gu d'Héripré       | Gotland            | 1.12,9 |
| 2019 | Falcao de Laurma   | Uniclove           | Franck Nivard            | Thierry Duvaldestin   | Frisbee d'Am       | Fric du Chêne      | 1.13,2 |
| 2018 | Ènino du Pommereux | Coktail Jet        | Jean-Michel Bazire       | Sylvain Roger         | Erminig d'Oliverie | Express Jet        | 1.11,7 |
| 2017 | Darling de Reux    | Prodigious         | David Thomain            | Sébastien Guarato     | Draft Life         | Dragon des Racques | 1.12,2 |
| 2016 | Charly du Noyer    | Ready Cash         | Yoann Lebourgeois        | Philippe Allaire      | Coup de Poker      | Cahal des Rioults  | 1.12,5 |
| 2015 | Bird Parker        | Ready Cash         | Joseph Verbeeck          | Philippe Allaire      | Briac Dark         | Boléro Love        | 1.13,2 |
| 2014 | Akim du Cap Vert   | First de Retz      | Franck Anne              | Franck Anne           | Aladin d'Écajeul   | Athos des Elfes    | 1.11,8 |
| 2013 | Voltigeur de Myrt  | Opus Viervil       | Dominik Locqueneux       | Roberto Donati        | Volcan d'Urzy      | Vigove             | 1.13,0 |
| 2012 | Unique Quick       | Prince d'Espace    | Franck Leblanc           | Franck Leblanc        | Un Mec d'Héripré   | Ubriaco            | 1.12,9 |
| 2011 | Timoko             | Imoko              | Richard Westerink        | Richard Westerink     | Treskool du Caux   | The Lovely Gwen    | 1.12,7 |
| 2010 | Speedy Blue        | Echo               | Yves Dreux               | Jean-Philippe Mary    | Sancho du Glay     | Severino           | 1.13,4 |
| 2009 | Rolling d'Héripré  | Dahir de Prelong   | Christophe Martens       | Fabrice Souloy        | Rieussec           | Roc Meslois        | 1.12,8 |
| 2008 | Quaro              | Kiwi               | Jean-Michel Bazire       | Fabrice Souloy        | Quel Amour Dudel   | Qualita Bourbon    | 1.13,3 |
| 2007 | Pirogue Jenilou    | Blue Eyes America  | Bernard Piton            | Louis Baudron         | Prince d'Espace    | Prodigious         | 1.13,1 |
| 2006 | Orlando Vici       | Quadrophénio       | Jean-Michel Bazire       | Fabrice Souloy        | Olitro             | Oiseau de Feux     | 1.14,2 |
| 2005 | Nikita du Rib      | Hulk des Champs    | Jean-Loïc-Claude Dersoir | Joël Hallais          | Neutron du Cébé    | Nobody du Chêne    | 1.13,0 |
| 2004 | Memphis du Rib     | Elvis de Rossignol | Jean-Loïc-Claude Dersoir | Joël Hallais          | Montesicar         | Mage de la Mérité  | 1.15,2 |
| 2003 | Lulo Josselyn      | Ténor de Baune     | Thierry Duvaldestin      | Thierry Duvaldestin   | Loumana Flor       | Lazio du Bourg     | 1.13,8 |
| 2002 | Korean             | Dahir de Prélong   | Jean-Michel Bazire       | Fabrice Souloy        | Kérido du Donjon   | Krac Spécial       | 1.14,7 |
| 2001 | Jasmin de Flore    | Vivier de Montfort | Jean-Michel Bazire       | Michaël-Jean Ruault   | Jain de Béval      | Jam Pridem         | 1.15,4 |
| 2000 | Ipson de Mormal    | Biesolo            | Ulf Nordin               | Ulf Nordin            | Install            | Idas du Goutier    | 1.15,3 |
| 1999 | Hermès Perrine     | Ténor de Baune     | Jean-Baptiste Bossuet    | Jean-Baptiste Bossuet | Hulk des Champs    | Hudo de Ray        | 1.15,4 |
| 1998 | Général du Pommeau | Sébrazac           | Jules Lepennetier        | Jules Lepennetier     | Gavroche Perrine   | Ganymède           | 1.15,8 |
| 1997 | Fleuron Perrine    | Ténor de Baune     | Jean-Baptiste Bossuet    | Jean-Baptiste Bossuet | Florilège          | Full Account       | 1.15,5 |
| 1996 | Extreme Dream      | Quito de Talonay   | Anders Lindqvist         | Jean-Pierre Dubois    | Erestan des Rondes | Echo               | 1.15,4 |
| 1995 | Défi d'Aunou       | Armbro Goal        | Jean-Étienne Dubois      | Jean-Étienne Dubois   | Dahir de Prélong   | Dance Marathon     | 1.17,6 |
| 1994 | Cygnus d'Odyssée   | Workaholic         | Jean-Philippe Dubois     | Jean-Philippe Dubois  | Cèdre du Vivier    | César d'Argos      | 1.15,1 |
| 1993 | Buvetier d'Aunou   | Royal Prestige     | Jean-Pierre Dubois       | Jean-Pierre Dubois    | Bragi              | Boy du Pré         | 1.17,3 |
| 1992 | Artiste du But     | Ianthin            | Nicolas Roussel          | Alain Roussel         | As du Clos         | Axe des Sarts      | 1.16,0 |
| 1991 | Verdict Gédé       | Kagino             | Jean-Claude Hallais      | Jean-Claude Hallais   | Virstly Gédé       | Vip Tilly          | 1.16,5 |
| 1990 | Ursulo de Crouay   | Mivus              | Joël Hallais             | Joël Hallais          | Ultra Ducal        | Ukir de Jemma      | 1.17,0 |
| 1989 | Ténor de Baune     | Le Loir            | Jean-Baptiste Bossuet    | Jean-Baptiste Bossuet | Tango Barbés       | Tarif des Bois     | 1.16,5 |
| 1988 | Sancho Pança       | Chambon P          | Joël Hallais             | Joël Hallais          | Sabre d'Avril      | Swing              | 1.16,8 |
| 1987 | Ruanito d'Arc      | Dianthus           | Ulf Nordin               | Ulf Nordin            | Rainbow Runner     | Renoso             | 1.16,5 |
| 1986 | Quadrophénio       | Dekeel             | Daniel Béthouart         | Daniel Béthouart      | Quito de Couronne  | Quito de Talonay   | 1.18,2 |
| 1985 | Passionnant        | Florestan          | Michel Roussel           | Michel Roussel        | Potin d'Amour      | Pan de la Vaudère  | 1.18,5 |
| 1984 | Œillet du Corta    | Duc de Vrie        | Michel Roussel           | Jean-Lou Peupion      | Olaf de Brion      | Oligo              | 1.18,7 |
| 1983 | Nodesso            | Quioco             | Bernard Bedeloup         | Stig Engberg          | Noble Atout        | Nevers             | 1.18,4 |
| 1982 | Marco Bonheur      | Buffet II          | Jean-Claude Hallais      | Jean-Pierre Viel      | Mon Tourbillon     | Malouin            | 1.18,5 |
| 1981 | Lançon             | Tolédo II          | Ali Hawas                | Ali Hawas             | Lapito             | Lutin d'Isigny     | 1.19,4 |
| 1980 | Kapulco            | Ruy Blas IV        | Jean Lesne               | J.-M. Lesne           | Képi Vert          | Katinka            | 1.19,6 |
| 1979 | Jorky              | Kerjacques         | Léopold Verroken         | Léopold Verroken      | Jacob du Chignon   | Jamborée           | 1.20,8 |
| 1978 | Idéal du Gazeau    | Alexis III         | Eugène Lefèvre           | Eugène Lefèvre        | Ianthin            | Idéal du Maine     | 1.20,9 |
| 1977 | Hadol du Vivier    | Mitsouko           | Jean-René Gougeon        | Gérard Mascle         | Hadol              | Hélios des Bois    | 1.20,8 |
| 1976 | Gars de Fontaine   | Volnay II          | P. Levasseur             | P. Levasseur          | Gorel              | Gadamès            | 1.20,8 |
| 1975 | Fakir du Vivier    | Sabi Pas           | Michel-Marcel Gougeon    | P.D. Allaire          | Féroé              | Feinte             | 1.20,8 |
| 1974 | Espoir de Sée      | Uccello B          | Alain Houssin            | R. Houssin            | Esquirol           | Équiléo            | 1.20,7 |
| 1973 | Dor                | Harold D III       | Jean Mary                | Jean Riaud            | Duo de Pampa       | Doux Péché         | 1.18,2 |
| 1972 | Casdar             | Mitsouko           | Jean-Claude Hallais      | J.-P. Faucon          | Cotentin           | Chabichou          | 1.19,1 |
| 1971 | Beau Rivage        | Obervi             | Gérard Mascle            | Y. Mottier            | Buffet II          | Bill D             | 1.18,8 |
| 1970 | Arménie            | Osembe             | R. Aveline               | R. Aveline            | Amyot              | Agrippa            | 1.19,2 |
| 1969 | Vaccarès II        | Horus L            | Henri Levesque           | Henri Levesque        | Vat                | Volnay II          | 1.19,0 |
| 1968 | Upsalin            | Écusson            | Henri Levesque           | Henri Levesque        | Une de Mai         | Uti Rogas II       | 1.21,2 |
| 1967 | Toscan             | Kerjacques         | Michel-Marcel Gougeon    | Jean-René Gougeon     | Tony M             | Tahitienne         | 1.20,6 |
| 1966 | Sans Atout II      | Vermont            | Henri Levesque           | Henri Levesque        | Suspense II        | Son Idylle P       | 1.22,1 |
| 1965 | Roquépine          | Atus II            | Henri Levesque           | Henri Levesque        |                    |                    | 1.22,5 |
| 1964 | Quioco             | Vermont            | Michel-Marcel Gougeon    |                       |                    |                    | 1.22,0 |